# 16. domobranska pukovnija HV Sinj
1. Preusmjeri Nacrt:16. domobranska pukovnija HV Sinj